# Soneto 32
| «» Soneto 32 |
| --- |
| If thou survive my well-contented day, When that churl Death my bones with dust shall cover And shalt by fortune once more re-survey These poor rude lines of thy deceased lover, Compare them with the bett'ring of the time, And though they be outstripped by every pen, Reserve them for my love, not for their rhyme, Exceeded by the height of happier men. O! then vouchsafe me but this loving thought: 'Had my friend's Muse grown with this growing age, A dearer birth than this his love had brought, To march in ranks of better equipage: But since he died and poets better prove, Theirs for their style I'll read, his for his love'. |
| –William Shakespeare |

Soneto 32 foi escrito por William Shakespeare e faz parte dos seus 154 sonetos. É endereçada a um jovem do sexo masculino.

## Traduções
Na tradução de Thereza Christina Rocque da Motta,
Se sobreviveres à plenitude do meu dia,
Quando a Morte vil com o pó cobrir meus ossos,
E, por sorte, mais uma vez releres
Estes pobres e rudes versos de teu falecido amante,
Compara-os com o apuro do tempo,
E embora sejam superados por outras plumas,
Guarda-os pelo meu amor, não pela rima,
Suplantada pela excelência de homens mais felizes.
Ó poupe-me, salvo este pensamento amoroso:
‘Se a Musa de meu amigo tivesse crescido com a sua idade,
Seu amor gerou um nascimento mais caro do que este
Para cerrar as fileiras mais bem equipado;
Mas como ele morreu, e os poetas se provaram melhores,
Lerei seus poemas pelo estilo e, os dele, pelo seu amor’.